# Dean O’Gorman

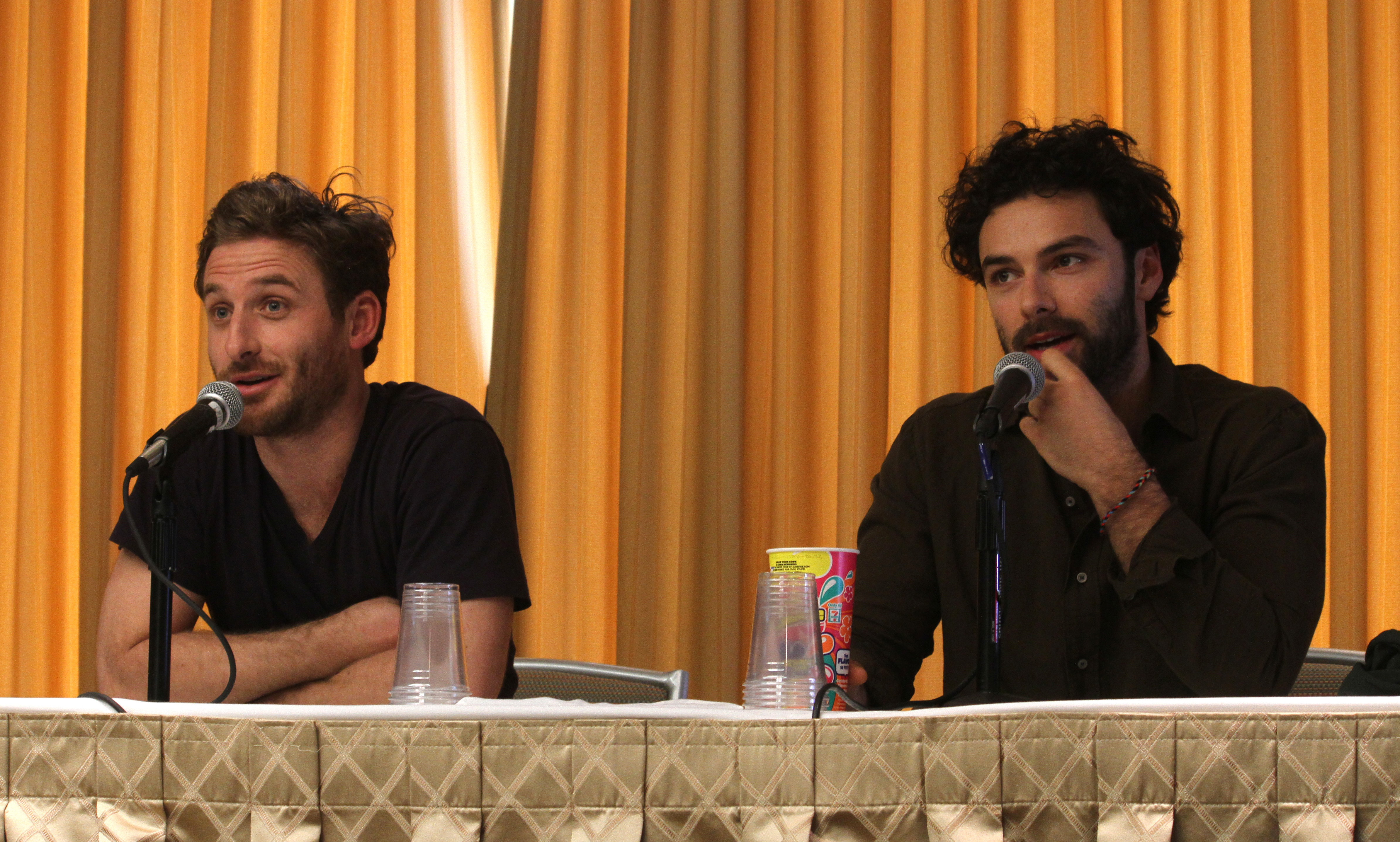
Dean O’Gorman i Aidan Turner
(czyli Fíli i Kíli)

Dean Lance O’Gorman (ur. 1 grudnia 1976 w Auckland) – nowozelandzki aktor filmowy i telewizyjny. Występował jako Jolaos w serialu telewizyjnym Młody Herkules i jako Fíli w trylogii filmowej Hobbit.

## Życiorys

### Młodość
Dean Lance O’Gorman urodził się 1 grudnia 1976 w Auckland jako syn Vicky i Lance’a O’Gormanów. Jego ojciec jest malarzem krajobrazowym w Nowej Zelandii, który regularnie wystawiał swoje prace w kilku galeriach. Jego młodszy brat Brett został także aktorem i był częścią znanego trio komediowego z Auckland. Jest pochodzenia anglo-irlandzkiego; jego dziadek ze strony matki był angielskim spadochroniarzem w czasie II wojny światowej. Uczył się w Rangitoto College, a w wieku 10 lat zdobył czarny pas w karate. Mając 12 lat, został odkryty przez agenta na szkolnym konkursie krasomówczym i zaczął występować.

### Kariera
Profesjonalną karierę aktorską rozpoczął w 1990, pojawiając się filmie The Rogue Stallion. W 1992 wystąpił w jednym odcinku opery mydlanej  Shortland Street. Jego rola nastolatka, który zakochuje się w mieszkającej w jego domu studentce francusko-kanadyjskiej w filmie młodzieżowym Bonjour Timothy (1995), przyniosła mu nominację do nagrody dla najlepszego aktora na Włoskim Festiwalu Filmowym Giffoni oraz Nowozelandzkiej Nagrody Filmowej i Telewizyjnej.
W 1995 i 1997 dwukrotnie pojawił się gościnnie w serialu Herkules z Kevinem Sorbo, by następnie w latach 1997–1998 wystąpić w trzech odcinkach jako młody Jolaos. Do roli przyjaciela tytułowego bohatera granego przez Ryana Goslinga powrócił w serialu Młody Herkules. Pojawił się w 46 z 50 odcinków prequelu poprzedniej produkcji, wyświetlanym w latach 1998–1999.
W dreszczowcu Snakeskin (2001) zagrał marzyciela z małego miasteczka. Film otrzymał wiele dobrych recenzji i zdobył pięć nagród na konkursie filmów i nagród telewizyjnych w 2001 roku, w tym za najlepszy film.
W 2002 zagrał głównej rolę w Toy Love. W latach 2004–2005 wystąpił w 25 odcinkach australijskim serialu Córki McLeoda jako Luke Morgan. W 2008 wystąpił w horrorzeThe Legend of Bloody Mary, a w 2010 w dramacie Kawa w reżyserii Katie Wolfe, na podstawie powieści Witi Ihimaery, za rolę Chrisa otrzymał nominację do New Zealand Film and TV Awards jako najlepszy aktor drugoplanowy. Od 2011 do 2013 wcielał się w rolę Andersa Johnsona / Bragiego, jednego z głównych bohaterów serialu komediowego The Almighty Johnsons (wszystkie 36 odcinków).
W latach 2012–2014 występował w roli Fíliego, siostrzeńca i jednego z kompanów Thorina Dębowej Tarczy w trylogii filmowej Hobbit: Niezwykła podróż, Pustkowie Smauga i Bitwa Pięciu Armii. Udzielał też głosu krasnoludowi w grze komputerowej Lego The Hobbit. Pierwotnie w postać Fíliego miał wcielać się Rob Kazinsky, ale z powodów osobistych musiał zrezygnować. Wówczas reżyser ekranizacji Hobbita Peter Jackson zdecydował się powierzyć rolę O’Gormanowi. Ten godził zdjęcia do adaptacji książki Tolkiena z pracą na planie serialu The Almighty Johnsons.
W 2015 wystąpił w biograficznym filmie o Daltonie Trumbo z Bryanem Cranstonem w tytułowej roli. W Trumbo, w reżyserii Jaya Roacha, wcielił się w rolę aktora Kirka Douglasa. W latach 2016–2017 wystąpił w 9 odcinkach nowozelandzkiej komedio-dramy Westside oraz 5 odcinkach australijskiego serialu Wanted. W 2017 wystąpił w głównej roli w filmie Pork Pie, remake’u Goodbye Pork Pie z 1981.
W 2019 na ekrany kin wejdzie komediowy horror This Guest of Summer – debiut reżyserski Grahama McTavisha, który w serii filmów Hobbit wcielał się w rolę Dwalina. McTavish i O’Gorman wystąpią w głównych rolach, w filmie pojawi się także Adam Brown (filmowy Ori).
W czasie swojej kariery filmowej pojawił się w rolach gościnnych w serialach: Xena: Wojownicza księżniczka (1996 i 2000, 2 odcinki), Cena życia (2001) i Ucieczka w kosmos (2003, 2 odcinki), Pod osłoną nocy (2007) i Miecz prawdy (2008). Udzielał głosu w czterech odcinkach Animalii (2007–2008).
Otrzymał 5 nominacji do nagród filmowych.
Zajmuje się także malarstwem i fotografią artystyczną, a jego prace, w tym zdjęcia obsady Hobbita, a także inscenizowane zdjęcia wojenne, były wystawiane w galeriach i na wystawach.
8 stycznia 2016 ożenił się z Sarah Wilson.

## Filmografia
Opracowano na podstawie materiału źródłowego.

### Filmy fabularne
- 1995: Bonjour Timothy jako Timothy Taylor
- 2001: Snakeskin jako Johnny
- 2002: Toy Love jako Ben
- 2008: The Legend of Bloody Mary jako czcigodny Whittaker
- 2010: Kawa jako Chris
- 2012: Hobbit: Niezwykła podróż jako Fíli
- 2013: Hobbit: Pustkowie Smauga jako Fíli
- 2014: Hobbit: Bitwa Pięciu Armii jako Fíli
- 2015: Trumbo jako Kirk Douglas
- 2017: Pork Pie jako Jon
- 2019: This Guest of Summer jako Michael

### Seriale telewizyjne
- 1995: Herkules jako Iloran
- 1996: Shortland Street jako pielęgniarz Harry Martin
- 1997: Xena: Wojownicza księżniczka jako Homer / Orion
- 1997–1998: Herkules jako młody Jolaos / Ruun
- 1998: Legenda Wilhelma Tella jako Darek
- 1998−1999: Młody Herkules jako Jolaos
- 2000: Xena: Wojownicza księżniczka jako Wiglaf
- 2001: Cena życia jako Evan Coen
- 2003: Ucieczka w kosmos (Farscape) jako Zukash
- 2004–2005: Córki McLeoda jako Luke Morgan
- 2007: Pod osłoną nocy jako Daniel
- 2007–2008: Animalia jako Tyrannicus / Harry (głos)
- 2009: Miecz prawdy jako Carver Dunn
- 2011–2013: The Almighty Johnsons jako Anders Johnson (Bragi)
- 2016–2017: Westside jako Evan Lace
- 2017: Wanted jako Will